# Артродез
Артродез (лат. arthrodesis, греч. ἄρϑρον – сочленение, сустав и греч. δέσις – связывание) —  операция, проводимая при заболеваниях суставов и позвоночника, поражениях сухожилий сгибателей пальцев кисти. Если такой сустав причиняет боль и не обеспечивает опорную и двигательную функцию, есть смысл рассмотреть возможность артродеза. Важно понимать, что это крайний случай, когда другие методы не эффективны. Отсутствие трения останавливает разрушение сустава и снимает болевой симптом. Но после обездвижения сустав навсегда срастается в одном положении.

## См.также
- Остеоинтеграция